# Montaigu-Vendée
Montaigu-Vendée é uma comuna francesa na região administrativa do País do Loire, no departamento da Vendeia. Estende-se por uma área de 117.92 km². Em 2010 a comuna tinha 20 854 habitantes (densidade: 176,8 hab./km²).
Foi criada em 1 de janeiro de 2019, a partir da fusão das antigas comunas de Boufféré, La Guyonnière, Montaigu, Saint-Georges-de-Montaigu e Saint-Hilaire-de-Loulay.